# Marcin Skrzetuski
Marcin Skrzetuski, z przydomkiem Mądry (ur. ok. 1520 w Pyzdrach, zm. między 1573, a 1579) – polski złotnik, poborca podatkowy, patrycjusz, działacz cechowy i samorządowy. Burmistrz Poznania (1564–1573).

## Życiorys
Urodził się ok. 1520 w Pyzdrach w rodzinie złotnika. Będąc pełnomocnikiem ojca przybył do Poznania (przed 1546) i otrzymał prawa miejskie. Jako znany poznański złotnik już w 1554 został starszym cechu złotniczego. Należał do najważniejszych ówczesnych patrycjuszy. Następnie został rajcą w samorządzie miejskim i piastował tę funkcję w latach 1560–1563. Równocześnie pracował też jako poborca ceł od piwa i wina (1561–1563) oraz poborcy opłat za wodociągi miejskie i wodę (1560–1562).
W 1564 został wybrany burmistrzem Poznania i na tym stanowisku pozostał do 1573. Brał udział w ważnych dla miasta misjach poselskich m.in. przewodniczył delegacji poznańskich mieszczan na sejm piotrkowski (1565) oraz reprezentował Poznań w Krakowie przy składaniu przysięgi wierności Henrykowi Walezjuszowi.
Cieszył się uznaniem Poznaniaków, którzy nadali mu przydomek Mądry. Posiadał wiele nieruchomości, m.in. kamienicę Ungerowską przy Rynku (kupił ją od poznańskiego kupca Jana Rudominy).
Zmarł między 1573, a 1579 i został pochowany prawdopodobnie w poznańskiej kolegiacie.

## Życie prywatne
Razem z nieznaną bliżej żoną miał córkę i czterech synów. Dwóch z nich (Marcina i Jana) wysłał na studia do Wittenbergi. Zrezygnowali oni z przynależności do stanu mieszczańskiego, przyjęli herb Sieniawa i kupili posiadłości ziemskie.